# La Dernière Séance (chanson)
Pour les articles homonymes, voir La Dernière Séance.
Singles de Eddy Mitchell
Sur la route de Memphis
(1976) Le chanteur du dancing
(1978)
La Dernière Séance est une chanson d'Eddy Mitchell, composée par Pierre Papadiamandis. Extraite de l'album éponyme de 1977, elle sort en janvier 1978 en single et compte parmi les grands succès de l'artiste.
La chanson donne son nom à une émission de télévision animée par Eddy Mitchell, de 1982 à 1998, et consacrée aux classiques du cinéma américain, dans le générique de laquelle la chanson figure.   
En 2009, Eddy Mitchell enregistre une nouvelle version du titre sur l'album Grand Écran.

## Histoire
Avec La Dernière Séance, Eddy Mitchell rend un hommage nostalgique au cinéma qui a bercé son enfance. Un intérêt transmis par son père cinéphile qui chaque jour après son travail se rend dans les salles obscures et emmène souvent son fils avec lui :
« J'allais rue des Solitaires

À l'école de mon quartier

A cinq heures j'étais sorti

Mon père venait me chercher

On voyait Gary Cooper

Qui défendait l'opprimé

C'était vraiment bien l'enfance... »
Il est âgé de sept ans, lorsqu'il découvre à l'écran Le Grand passage, film de King Vidor qui acte sa passion pour le cinéma américain, passion qui ne l'a jamais quitté depuis.
L'hommage est double, l'artiste évoque aussi les salles de cinéma de quartier, dont il regrette la disparition :
« La photo sur le mot fin

Peut faire sourire ou pleurer

Mais je connais le destin

D'un cinéma de quartier

Il finira en garage

En building supermarché

Il n'a plus aucune chance

C'était sa dernière séance

Et le rideau sur l'écran est tombé »
Il allait rue des Solitaires à l'école de son quartier. L'école du quartier se trouve, très proche, rue Fessart. 
Le cinéma évoqué dans cette chanson se trouvait aussi assez proche, au 146, rue de Belleville, et a été remplacé par un supermarché.
En 2009, son album Grand Écran s'achève sur une nouvelle version du titre (sur une orchestration différente et plus rythmée), sur laquelle Mitchell conclut en citant des noms de salles de cinéma parisiennes disparus, entrecoupés de « fermé, rasé » tombant comme des couperets :
« Le Gaumont-Palace, rasé, L'Elder Scala Vivien, fermé, Le California, [...], Le Berlitz, [...], Le Provence, Le Danube, Le Cocorico, Le Belleville Pathé, [...], Le Féérique, Le Floriane, [...], Les Tourelles, Fermé, Rasé. »

## Postérité
En 1980, on peut entendre La Dernière Séance dans le film de Bertrand Tavernier Une Semaine de vacances.
La chanson, mais également le titre français d'un film de Peter Bogdanovich (1971 La Dernière Séance), donnent leurs noms à partir de 1982 à l'émission La Dernière Séance présentée par Eddy Mitchell et consacrée au cinéma américain.

## Discographie
- 19 octobre 1977 : La Dernière Séance (33 tours, Barclay 910001)[6]
- janvier 1978 : La Dernière Séance / Et la voix d'Elvis (45 tours, Barclay 620373)[7]
- 1980 : Une semaine de vacances, BOF (incluant quatre titres chanté par Eddy Mitchell dont La Dernière Séance)
- 1982 : La Dernière Séance (version instrumentale) / La Dernière Séance (version chantée), BO de l'émission La Dernière Séance (45 tours, Barclay 100276)[8]
- 2009 : album Grand Écran (Polydor, Universal)

Discographie live :
- 1981 : 20 ans : Eddy Mitchell Olympia
- 1984 : Palais des sports 84
- 1994 : Retrouvons notre héros Eddy Mitchell à Bercy
- 1995 : Show 94 au Zénith
- 1997 : Mr Eddy à Bercy 97
- 2001 : Live 2000
- 2004 : Frenchy Tour
- 2007 : Jambalaya Tour
- 2011 : Ma dernière séance

## Autour de la chanson
- La Dernière Séance n'est pas la première chanson qu'Eddy Mitchell consacre au cinéma américain. En 1970, il évoque ses héros dans la chanson À l'ouest d'Eddy, dans laquelle, après une ouverture musicale sur le générique de la 20th Century Fox[9], il cite pêle-mêle : Gary Cooper, Burt Lancaster, Robert Mitchum, John Wayne et affirme au détour d'un couplet sa détestation du western spaghetti :

« Des héros simplistes

Made in Italie

Et western spaghetti

Font de moi un raciste »
- En 1984, c'est, entre autres, à la série B qu'il rend hommage et réhabilite avec la chanson Ciné, rock et bande dessinées (album Racines) :

« Héros de B.D ou de série B

Désormais vous êtes psychanalysés

Ciné, rock et bandes dessinées

[...]

Maintenant c'est très snob d'adorer tout cela

[...]

Karloff, Cushing, Christopher Lee, Peter Lorre, Vincent Price

Toujours critiqués jamais nommés

Ironie, vous êtes aujourd'hui vénérés »